# Standing in the Way of Control
Standing in the Way of Control è un album della band statunitense Gossip. Pubblicato il 24 gennaio 2006, ha raggiunto la prima posizione nella Official Independent Chart.
Il brano omonimo all'album ha raggiunto un notevole successo, facendo ottenere all'album il disco d'oro nel Regno Unito.

## Tracce
1. Fire with Fire – 2:49
2. Standing in the Way of Control – 4:16
3. Jealous Girls – 3:39
4. Coal to Diamonds – 4:00
5. Eyes Open – 2:10
6. Yr Mangled Heart – 4:22
7. Listen Up! – 4:18
8. Holy Water – 2:43
9. Keeping You Alive – 3:47
10. Dark Lines – 3:27

Esistono alcune versioni del disco con una bonus track, consistente nel remix di Standing in the Way of Control dal gruppo Le Tigre. Altre versioni, invece, contengono due bonus track con i brani Here Today Gone Tomorrow e Sick with It.

## Formazione
- Beth Ditto - voce, pianoforte (traccia 10)
- Brace Paine - chitarra, basso
- Hannah Blilie - batteria

Produzione
- Ryan Hadlock e Guy Picciotto - produzione, registrazione, missaggio